# Ben Kayiranga
Ben Kayiranga alias Beniwe est un chanteur rwandais né le 26 juin 1967 à proximité du lac Kivu à Gisenyi au Rwanda. Il quitte sa terre natale avec sa famille à l'âge de 17 ans pour s'installer en France. Il vit actuellement à Orsay, en Île-de-France.
Cet artiste est devenu populaire au Rwanda grâce à ses chansons afro-traditionnelles, notamment ses trois clips Freedom, Ngwino et Isekere.
Ben Kayiranga fait partie des musiciens rwandais contemporains qui s'inspirent beaucoup de l'héritage de la musique de ce pays des mille collines.

## Biographie

### Jeunesse
Dès son plus jeune âge, Ben est familiarisé avec les chants traditionnels rwandais. Il est fasciné par les sons et les mélodies des instruments de musique traditionnels en particulier par l’inanga, la cithare, appelée "guitare à mots". C'est dans ce contexte, qu'enfant, il commence à exercer sa voix. 

### Vie privée et familiale
Il passe toute son enfance au Rwanda entouré de sa mère, sa grand-mère et son père adoptif. En 1984, à 17 ans, Ben quitte le Rwanda avec sa famille pour s'installer en Auvergne dans le Cantal. C'est uniquement en 2011, âgé de 45 ans, que Ben rencontre pour la première fois son père biologique. Il habite déjà en France quand, en 1994, il perd une partie de sa famille lors du génocide des Tutsis. Il déménage dans la région parisienne en 1992 puis fonde une famille. Il a cinq enfants.

### Vie professionnelle
Depuis 2013: Directeur de la société d'électricité One Control Ltd Rwanda (centre de formation, diagnostics et contrôle des installations électriques). En 2023, ouverture officielle au Rwanda, du centre de formation pour les techniciens en installations électriques. 
Ben Kayiranga fait des études d'électrotechnicien au lycée technique de Mende dans le département de la Lozère. En 1988, il obtient son diplôme en électrotechnique. Il exerce son premier poste de remplaçant en tant qu'agent technique au lycée Jean-Monet à Aurillac puis, en 1992, passe avec succès le concours de Technicien professionnel en installations électriques. À la suite de cette admission, il décide de déménager et de rejoindre la région parisienne. Il exerce deux ans en tant que technicien professionnel au lycée Geoffroy-Saint-Hilaires à Étampes avant de rejoindre le lycée Blaise-Pascal à Orsay dans lequel il exerce depuis 1994. À partir de 2015, il assure aussi la fonction d'assistant prévention dans ce lycée. Lorsque des évènements musicaux sont organisés dans le lycée, il est sollicité pour participer à l'organisation et partager son expérience. Son poste lui laisse un peu de temps pour se consacrer à sa passion, la musique.

## Artiste
Ben Kayiranga choisit le nom d'artiste de « Beniwe », un surnom que lui donnait sa mère. Il s'est construit un univers musical à la fois fortement inspiré de la culture rwandaise et ouvert aux sonorités urbaines de la sono mondiale. Son répertoire s'inspire beaucoup des chants polyphoniques des Batwas.
De sa rencontre avec son idole, l'artiste chanteur compositeur, Jean Christophe Matata, naîtront les deux premiers albums : Ninde en 1996 et Mbabarira en 1998.
Mbabarira est une des premières tentatives de fusion entre musiques des grands lacs aux accents nostalgiques et diverses musiques urbaines.
Beniwe produit ensuite deux autres albums : Isekere en 2007 et Ntunsinge en 2016. La direction artistique Isekere est confiée à Ridha Beghila, guitariste compositeur.

Il a à son actif, de nombreuses collaborations avec plusieurs artistes, notamment : Sonia Rolland dans Muzehe, Ménélik dans Ihorere, Lokua Kanza dans Tujye Goshora (album Isekere), Frederic Lerner dans Je n'aurais pas le temps (album Ntunsige), Oncle Austin dans Kera si Kera, The Ben dans Only You, Edouce dans Umunsi n'uyu, Serge Iyamuremye dans Mu ijuru, Shanel Nirere dans Uruhimbi, Massamba Intore dans Kibuguzo, le groupe Trezzor dans Sinjya Kure, Knowless Butera dans Nyaruka et les Dream boys dans Isezerano.

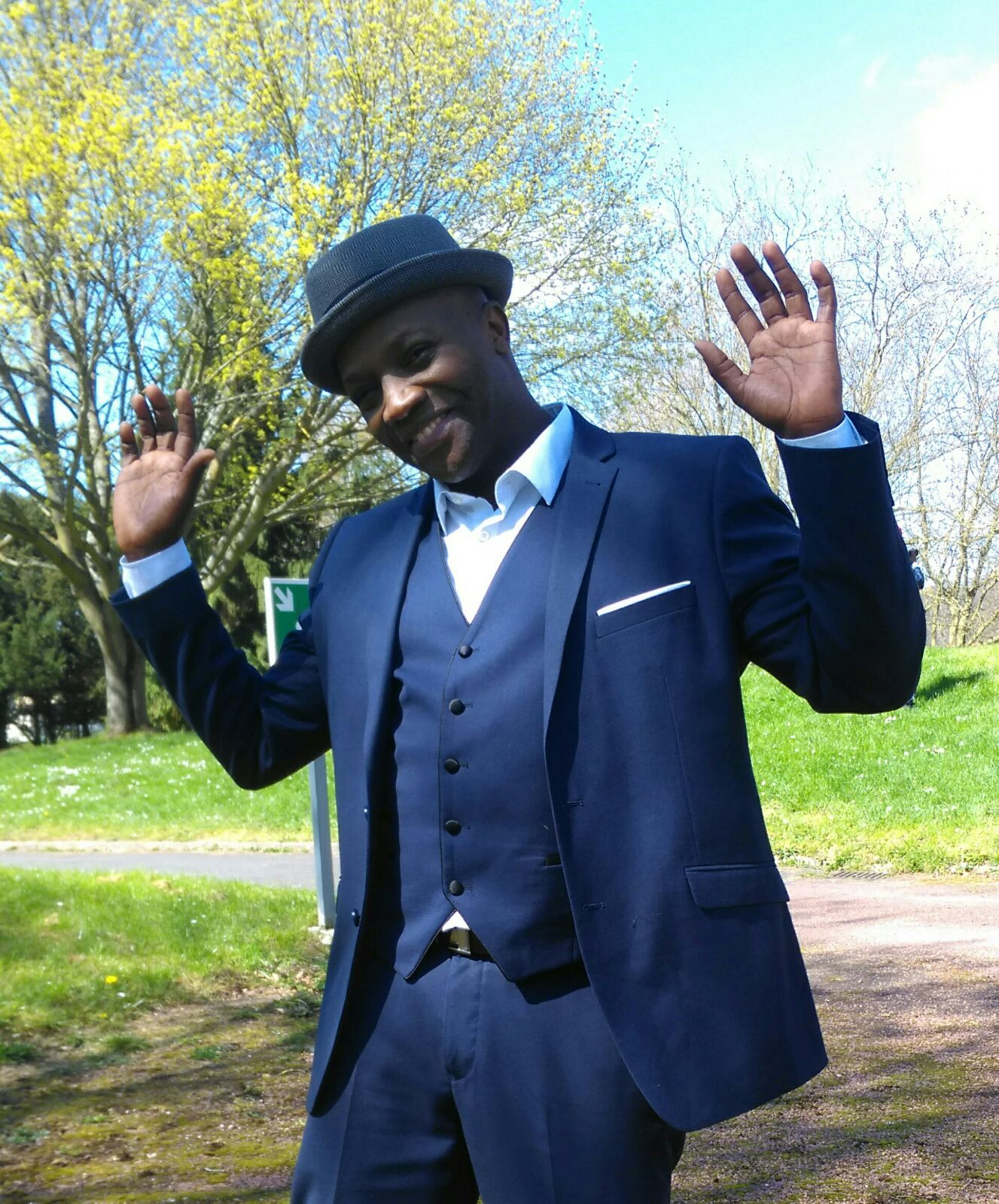
Ben Kayiranga lors de l'enregistrement du clip Only You en 2016.

En 2016, l'enregistrement de l'album Ntunsige se fait au Rwanda avec Pastor P et Lokua Kanza comme parrain. Samuel Kamanzi, chanteur guitariste, se joint à ce projet.
Son plus grand succès est Freedom, écrit en 1997 juste après le génocide des Tutsis. Les paroles sont en kinyarwanda, en français et en anglais. Ce titre a été classé par la BBC en 2013 parmi les 20 chansons apportant un message de paix dans le monde. L’écrivain et photographe rwando-suédois Rafiki Ubaldo écrira : « Cette chanson a apporté un sourire à toute la nation, alors si le Rwanda est le monde, alors ce titre a changé le monde ».
Beniwe s’est produit le 12 février 2008 à l’Olympia en première partie de Frédéric Lerner . Avec ce dernier, il a composé également la chanson Maisha Africa (CD ça passe ou ça casse) pour soutenir le projet de Sonia Rolland en faveur des orphelins du Rwanda. 
À l'occasion de la 23e commémoration du génocide des Tutsis, le 13 avril 2017, il chante Turibuka au Mémorial du génocide de Rebero. Il est accompagné d'Andy Bumuntu et d'Yvan Buravan.
En 2019, à l'occasion de la 25e commémoration, il enregistre en collaboration avec Daniel Ngarukiye un nouveau titre Humura Rwanda qu'il chantera à l'Unesco à Paris le 9 avril 2019.
En 2020, il enrichit son répertoire avec un titre gospel Je t'aime Jésus  qu'il chante en duo avec Grâce de Jésus, chanteuse de gospel rwandaise. Le clip est réalisé au Rwanda au Foyer de charité Remera-Ruhondo avec, en arrière plan, le volcan Muhabura.
En 2023, il sort le single Ne me quitte pas en collaboration avec le rappeur FabToxik
En 2024, il dévoile son nouveau clip Lettre qu'il chante en duo avec Mico the best sur une instrumentale afrobeat signée Niz Beats. Clip réalisé par Fayzo Pro.
Désireux de partager son expérience, Ben accompagne de jeunes talents dans leur carrière. Il a notamment repéré et inscrit au prix découverte RFI musique le jeune artiste rwandais Yvan Buravan qui est nommé lauréat du Prix Découvertes RFI 2018 à l’âge de 23 ans.

## Engagement humanitaire et social
Ben Kayiranga soutient activement la fondation Ibuka, une structure regroupant les associations des rescapés du génocide des Tutsis. 
En 2004, il participe au 10e anniversaire du génocide au Rwanda organisé par l’Unesco et l’association Ibuka-France.
En 2005, il s’est rendu au Rwanda pour poser la première pierre de l’association Maïsha Africa, fondée par Sonia Rolland, en soutien aux enfants traumatisés du génocide. 
Ben est très sensibilisé aux enjeux du changement climatique, à la protection de notre environnement. Il s'intéresse particulièrement à toutes les innovations qui consistent à utiliser des énergies renouvelables comme l'énergie solaire et la géothermie. En 2017, il a participé à la réalisation de l'hymne Ile Hans avec des élèves du lycée Blaise-Pascal d'Orsay, un projet qui avait pour objectif de soutenir l’initiative de l’association Hans Insula Universalis qui appelle en 2013 les citoyens du monde entier à revendiquer cette Île collectivement, afin qu’elle devienne un symbole de la lutte contre le réchauffement climatique.
En 2024, à l'occasion de la commémoration du 30ème anniversaire du génocide des Tutsi, Ben s'est engagé auprès des élèves du lycée Blaise Pascal d'Orsay dans un projet à double vocation humaniste et environnemental intitulé Mémoire et biodiversité en dialogue. Projet réalisé en partenariat avec les élèves de Blue Lakes International School au Rwanda et qui s'est concrétisé par l'écriture et l'enregistrement d'un Slam Bibe Ihame.

## Distinctions ( professionnelles et artistiques)
- 2013 : Distinction honorifique par la BBC du titre Freedom classé parmi les 20 chansons apportant un message de paix dans le monde[8].
- 2014 : Médaille d'argent de la Région Île-de-France (20 ans de carrière).
- 2018 : Le Premier ministre Édouard Philippe, sur proposition de son ministre de l’Éducation, le nomme Chevalier dans l’ordre des Palmes académiques “pour services rendus à la culture française”. Il s'agit d'un titre honorifique qui récompense un engagement personnel au service de la Nation, pour l’éducation, la formation et la culture[14].
- 2019 : Médaille d'honneur de la Région Île-de-France en reconnaissance de son investissement exemplaire au sein de la communauté éducative au lycée Blaise-Pascal d'Orsay. Médaille décernée par Valérie Pécresse, présidente de la Région Île-de-France.
- 2023 : Médaille Vermeil d'honneur de la Région Île-de-France en reconnaissance de son dévouement au service des collectivités locales.

## Discographie
- 1996 : Ninde
- 1998 : Mbabarira
- 2007 : Isekere
- 2016 : Ntunsinge